# Президент Италии
Президент Итальянской Республики (итал. Presidente della Repubblica Italiana) — глава государства и гарант конституции Италии, олицетворяющий национальное единство. Президент избирается коллегией выборщиков, в которую входят депутаты обеих палат парламента Италии и представители 20 регионов страны. Срок полномочий президента — 7 лет.
В конституции Италии установлено, что президентом может быть гражданин Итальянской Республики не моложе 50 лет и обладающий гражданскими и политическими правами.
Пост президента республики несовместим с какой-либо другой должностью.
Резиденция президента Италии находится в Риме, в Квиринальском дворце. Президенты располагают поместьем в Кастель-Порциано, вблизи Рима, и Виллой Росбери в Неаполе.
Действующим президентом Италии является Серджо Маттарелла.
После отставки президенты Италии получают должность пожизненного сенатора и Почётного президента Итальянской Республики.

## Выборы
Президента избирает специальная коллегия выборщиков, состоящая из сенаторов и депутатов Парламента, заседающих вместе с представителями провинций. В выборах участвуют по три делегата от каждой области, избираемых областным советом с обеспечением представительства меньшинства. Область Валле-д’Аоста имеет одного делегата.
В первых трёх турах голосования требуется не менее 2/3 голосов для избрания кандидата. Если президент не избран в течение трёх туров, в последующих требуется простое большинство голосов (50 % + 1 голос).
За тридцать дней до истечения этого срока председатель Палаты депутатов созывает Парламент и делегатов от областей на совместное заседание для избрания нового президента республики.
Если палаты распущены или когда до истечения их полномочий остаётся меньше трёх месяцев, выборы проводятся в течение пятнадцати дней после созыва новых палат. На это время продлеваются полномочия президента, находящегося в должности.
Если президент Италии не может исполнять свои обязанности, то его полномочия переходят к председателю Сената.
Президент вступает в должность после принятия Присяги.

## Полномочия президента
В конституции перечислены все полномочия президента.
К компетенции главы государства относятся следующие вопросы:
- Может направлять палатам послания.
- Назначает выборы палат Парламента и определяет день их первого заседания.
- Санкционирует представление палатам правительственных законопроектов.
- Подписывает законы, издаёт декреты, имеющие силу закона, и постановления (Акты президента Италии не действительны, если они не контрассигнованы предложившими их министрами, которые за эти акты ответственны, а акты, имеющие силу закона, и другие указанные в законе акты контрассигнуются также председателем Совета министров).
- Назначает народный референдум в случаях, предусмотренных конституцией.
- Назначает в случаях, указанных законом, должностных лиц государства.
- Аккредитует и принимает дипломатических представителей,
- Ратифицирует международные договоры, в соответствующих случаях — с предварительного разрешения палат Парламента.
- Объявляет, по решению палат Парламента, состояние войны.
- Осуществляет помилование и смягчение наказания.
- Награждает государственными наградами Италии.
- Заслушав председателей палат Парламента, может распустить обе палаты или одну из них. (Не может воспользоваться этим правом в последние шесть месяцев своих полномочий.)
- Назначает 1/3 судей Конституционного суда Италии.

Президент является:
- Командующим Вооружёнными силами,
- Председателем Верховного совета обороны,
- Председателем Высшего совета магистратуры.

Президент Италии не ответствен за действия, совершённые во время исполнения своих функций, исключая государственную измену или посягательство на конституцию. В таких случаях он предаётся суду Парламентом на совместном заседании палат абсолютным большинством голосов его членов.

## Ассигнование на содержание президента Италии
Ассигнования устанавливаются в бюджете страны и составляли следующие суммы:
- 2001 год — 140 000 000 €
- 2002 год — 167 000 000 €
- 2003 год — 183 000 000 €
- 2004 год — 195 000 000 €
- 2005 год — 210 000 000 €
- 2006 год — 217 000 000 €